# Administration territoriale de Chypre
L’organisation territoriale de la république de Chypre distingue trois divisions administratives : les districts, les municipalités et les communautés.

## Districts

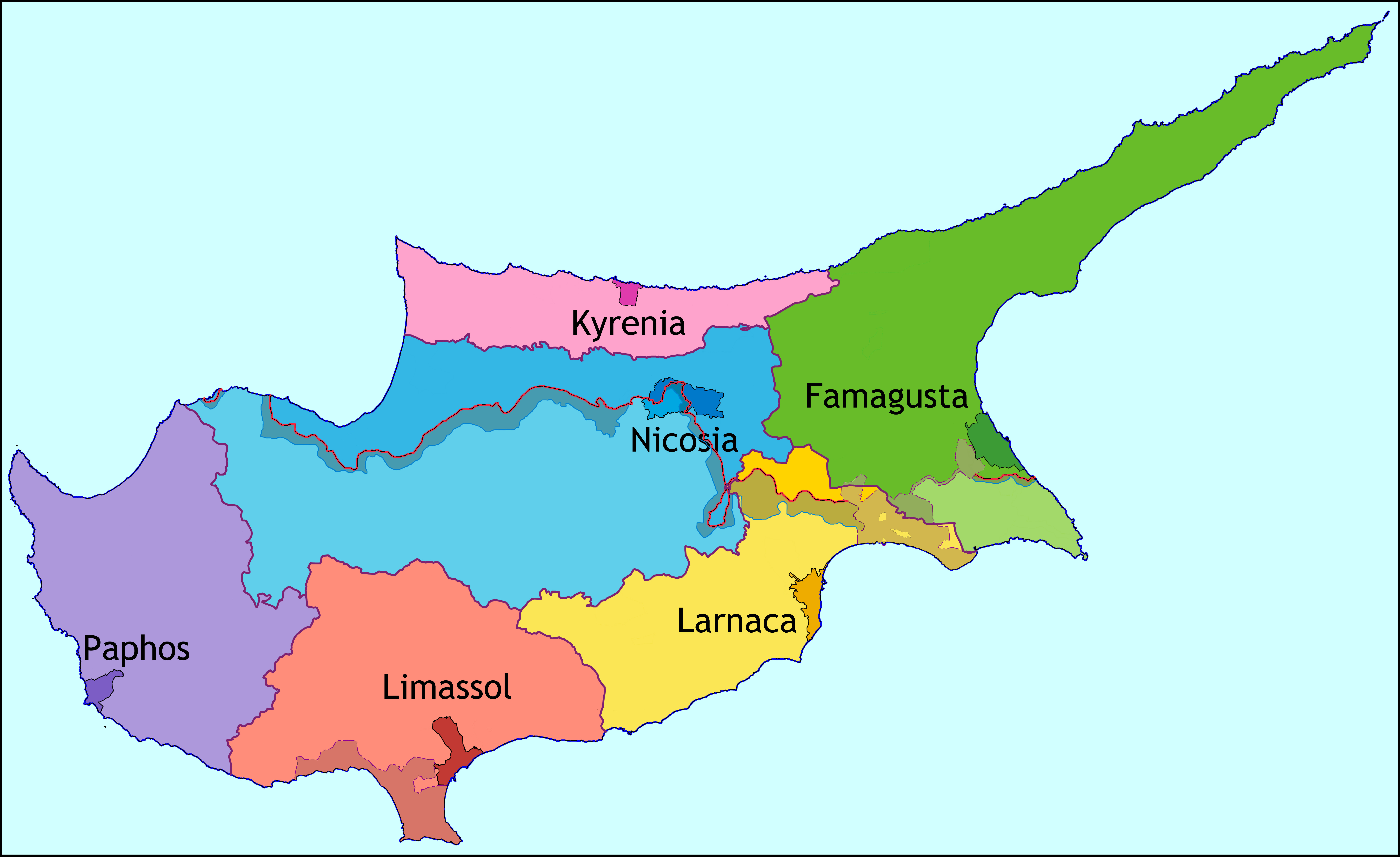
Carte des districts de Chypre (officiellement reconnus par la communauté internationale).

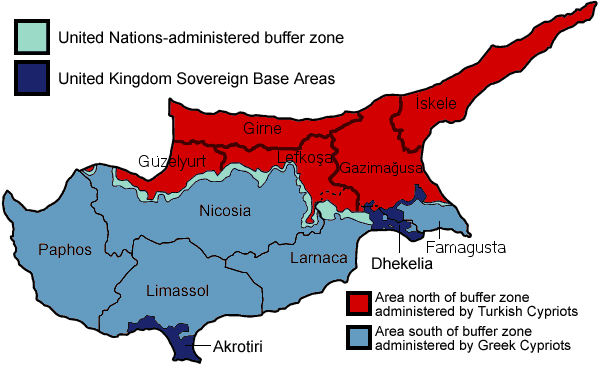
Carte des districts de Chypre depuis 1974.

### Organisation officielle
Les districts chypriotes sont en réalité des éparchies (επαρχίες). Ils correspondent au premier niveau d'unités administratives locales définies par Eurostat. Ils sont officiellement au nombre de six et portent le nom de leur chef-lieu :
- District de Famagouste
- District de Kyrenia
- District de Larnaca
- District de Limassol
- District de Nicosie
- District de Paphos

Ils suivent une logique de déconcentration. Chaque district a à sa tête un préfet, nommé par le gouvernement central. Il est le représentant de l’État (les districts ne sont donc pas des collectivités locales).

### Subdivision de Chypre du Nord

Carte des districts de Chypre du Nord, depuis 2016.

Depuis l'invasion turque de 1974, certains de ces districts ont échappé  (soit en partie, soit en totalité) au contrôle du gouvernement central hellénophone. Le gouvernement de république turque autoproclamée de Chypre du Nord réorganisa unilatéralement son territoire en le divisant à son tour en 5 districts portant les noms de leurs chefs-lieux (dont la traduction en grec est ici entre parenthèses) : 
- Gazimağusa (Famagouste)
- Girne (Kyrenia)
- Güzelyurt (Morphou)
- Lefkoşa (Nicosie, partie nord)
- İskele (Tríkomo)

- Lefke (Léfka)

Le 27 décembre 2016, l’Assemblée de la République décide à l’unanimité que le sous-district de Lefke serait séparé du district de Güzelyurt, établissant le district de Lefke comme le sixième district de Chypre du Nord.

## Unités administratives locales de niveau 2

### Municipalités
Au sein des municipalités, le maire et les conseillers municipaux sont élus de manière distincte. On compte en 2001, 33 municipalités, dont 9 sont situées hors du territoire où s’applique la souveraineté effective de la République chypriote. Il s’agit en règle générale d’espace urbain.

### Communautés
Les communautés n’ont pas d’équivalent dans l’organisation française. Il s’agit là d’un classement scalaire, les districts ont la division la plus importante spatialement qui inclut les deux autres. Dans les communautés, la gestion est partagée entre le préfet et le maire élu.

## Compléments